# Uhrîniv, Tîsmenîțea
Uhrîniv (în ucraineană Угринів) este o comună în raionul Tîsmenîțea, regiunea Ivano-Frankivsk, Ucraina, formată numai din satul de reședință.

## Demografie
Componența lingvistică a comunei Uhrîniv
     Ucraineană (99,29%)
     Alte limbi (0,56%)
Conform recensământului din 2001, majoritatea populației comunei Uhrîniv era vorbitoare de ucraineană (99,29%), existând în minoritate și vorbitori de alte limbi.